# Landschaftsschutzgebiet Hecken- und Grünlandkomplex Sonneborn
Das Landschaftsschutzgebiet Hecken- und Grünlandkomplex Sonneborn mit 47,7 ha Flächengröße liegt westlich und östlich von Sonneborn im Stadtgebiet von Barntrup. Es wurde 2006 mit dem Landschaftsplan Oberes Begatal durch den Kreistag des Kreises Lippe als Landschaftsschutzgebiet (LSG) ausgewiesen. Das LSG besteht aus einer West- und einer Ostfläche.

## Beschreibung
Das LSG grenzt an das Landschaftsschutzgebiet Lipper und Pyrmonter Bergland, sofern nicht Bebauung angrenzt. Nur etwa 200 m weiter westlich der Westfläche des LSG liegt das Naturschutzgebiet (NSG) Biotopkomplex am Mühlenturm. Nur etwa 300 m weiter nördlich der Westfläche liegt die Westfläche vom NSG Hecken- und Grünlandkomplex auf der Sonnenborner Hochfläche und dem Knappberg, während die Ostfläche des LSG etwa 400 m von der Ostfläche des NSG Hecken- und Grünlandkomplex auf der Sonnenborner Hochfläche und dem Knappberg entfernt ist. Im LSG und den beiden NSGs befindet sich heckenreiches mageres Grünland, wobei die NSGs noch hochwertiger hinsichtlich der Arten-Zusammensetzung sind.
Das LSG umfasst ausgedehnte Grünland- und Heckenbereiche in einer hügelig-welligen Landschaft mit zahlreichen Muldentälern. Die Westfläche wird gegliedert durch zahlreiche Hecken und andere Gehölze. Insbesondere entlang der vielen, meist asphaltierten Wege sowie an Böschungen stocken sehr gehölzarten- und strukturreiche Hecken. 2007, zum Zeitpunkt der Ausweisung, war das Grünland bereits brachgefallen, lediglich im Süden wurde noch eine Fläche mit Pferden beweidet. Ältere Brachen begannen bereits 2007 zu verbuschen.
Die Ostfläche beginnt am Dorfrand und liegt in ausgedehnten Ackerflächen. Es handelt sich um einen terrassierten Hangbereich mit Magergrünland und Hecken in südostexponierter Lage. Das LSG besteht hier aus magerem, blütenreichem Grünland. Ein Teil wurde bei Ausweisung 2007 mit Pferden beweidet und war teils vor kurzer Zeit brachgefallen. Eine bis zu 4 m hohe, vollbesonnte Wegeböschung ist teilweise locker mit Büschen bestanden, teilweise sehr steinig und nur schütter bewachsen.
Zum Landschaftsschutzgebiet führt der Landschaftsplan aus: „Die Hecken und Wege weisen überwiegend magere, blütenreiche Säume mit thermophilen Arten auf. Dieser reich strukturierte, sonnenexponierte und wärmebegünstigte Hecken- und Grünlandkomplex auf Muschelkalkböden ist ein besonders wertvoller Landschaftsbestandteil in dem sonst überwiegend intensiv ackerbaulich bewirtschafteten Lößhügelland östlich von Sonneborn, insbesondere für thermophile Tier- und Pflanzenarten. Das Landschaftsschutzgebiet weist einen großen, gut ausgebildeten Biotopkomplex mit hoher struktureller Vielfalt, hoher Artenvielfalt, hohem Blütenreichtum und kulturhistorische Landnutzungsformen auf. Die Heckenlandlandschaft und die Grünlandflächen mit dem Magergrünland sind wertvoll für Hecken und Gebüschbrüter, wärmeliebende Arten und Reptilien. Der Bereich dient als Kern-, Vernetzungs- und Refugialbiotop f. Lebensgemeinschaften des Kalkbuchenwaldes und der typischen Kulturbiotope. Das Gebiet hat eine regionale Bedeutung und liegt innerhalb der Biotopverbundfläche der LÖBF NRW VB-DT-3920-013 "Wald-Grünland-Komplexe um Sonneborn.“

## Geschützte Biotop
Das Biotopkataster Nordrhein-Westfalen führt für die LSG-Fläche zwei geschützte Biotope auf. Dabei handelt es sich um Grünland-Heckenkomplex westlich von Sonneborn (BK-3920-374) mit einer Flächengröße von 36,61 ha und um Grünland-Heckenkomplex westlich von Sonneborn (Hecken-Grünlandkomplex östlich von Sonneborn) mit einer Flächengröße von 9,50 ha. Massnahmenvorschläge für die beiden Biotope sind u. a. extensive Beweidung. In der Westfläche fand man neben Gehölzarten Arten wie Echtes Johanniskraut, Gemeiner Dost, Gemeiner Wirbeldost, Fieder-Zwenke,  Mittlerer Klee, Raukenblättriges Greiskraut, Skabiosen-Flockenblume und Wald-Bingelkraut. Die Ostfläche ist deutlich artenreicher mit Acker-Witwenblume, Aufgeblasenes Leimkraut, Breitblättriger Thymian, Echtes Johanniskraut,  Erdbeer-Fingerkraut, Gemeiner Dost, Gemeiner Wirbeldost, Gewöhnlicher Glatthafer, Gewöhnliches Ferkelkraut, Gras-Sternmiere, Feld-Hainsimse, Fieder-Zwenke, Frühlings-Fingerkraut,  Kleine Bibernelle, Kleiner Sauerampfer, Kleines Habichtskraut, Kleinköpfiger Pippau, Magerwiesen-Margerite, Mittlerer Klee, Orientalisches Zackenschötchen,  Raukenblättriges Greiskraut, Rundblättrige Glockenblume, Rot-Schwingel, Skabiosen-Flockenblume, Taube Trespe, Weiche Trespe, Weinberg-Lauch, Wiesen-Kammgras, Wiesen-Platterbse und Wilde Möhre.

## Schutzzwecke für das LSG
Laut Landschaftsplan erfolgte die Ausweisung des LSG
- „zur Erhaltung und Wiederherstellung der Leistungsfähigkeit des Naturhaushaltes in ökologisch besonders wertvoll strukturierten Bereichen mit Wasser-, Klima- und Biotopschutzfunktionen,“
- „zur Erhaltung und Wiederherstellung von Quellbereichen und naturnahen Fließgewässern, Wald- und Grünlandbereichen unterschiedlicher Feuchtestufen, Feldgehölzen, Hecken und Obstwiesen,“
- „zur Erhaltung morphologisch ausgeprägter Bereiche zur Sicherung der landschaftlichen Eigenart und Vielfalt für die Erholung,“
- „zur Erhaltung wertvoller Biotopkomplexe aus Wald-Grünlandbereichen, Fließgewässern und Quellen sowie Biotopen nach § 62 LG mit wichtigen Refugial-, Puffer-, Trittstein- und Vernetzungsfunktionen,“
- „zur Erhaltung und Wiederherstellung wichtiger Rückzugsräume für die bedrohte Tier- und Pflanzenwelt,“
- „zur Sicherung von kulturhistorisch bedeutsamen Landschaften, z. B. Terrassenkulturlandschaften,“
- „zur Sicherung der das Orts- und Landschaftsbild gliedernden und belebenden und die dörflichen Siedlungsstrukturen prägenden Freiraumelemente.“[1]

## Rechtliche Vorschriften
Im Landschaftsschutzgebiet ist unter anderem das Errichten von Bauten und Fischteichen verboten.